# ماتياس فونسيكا
ماتياس فونسيكا (بالإسبانية: Matías Fonseca)‏ هو لاعب كرة قدم أرجنتيني في مركز الهجوم، ولد في 4 أكتوبر 1995 في San José de Feliciano ‏ في الأرجنتين. لعب مع أتلتيكو باتروناتو.

## وصلات خارجية
- ماتياس فونسيكا على موقع قاعدة بيانات كرة القدم.إي يو (الإنجليزية)
- ماتياس فونسيكا على موقع Soccerway.com (الإنجليزية)